# Lafayette Anticipations - Fondation d'entreprise Galeries Lafayette
Créée en octobre 2013 par le Groupe Galeries Lafayette, Lafayette Anticipations – Fondation d’entreprise Galeries Lafayette a ouvert ses portes en mars 2018 au 9 rue du Plâtre, dans le Marais, à Paris dans un bâtiment réhabilité par Rem Koolhaas et son agence d'architecture OMA. Cette fondation d'intérêt général a pour ambition de soutenir les artistes et créateurs. La Fondation est présidée par Guillaume Houzé et sa directrice est Rebecca Lamarche-Vadel, qui succède à François Quintin. En octobre 2021, Géraldine Breuil rejoint la Fondation comme directrice adjointe.
La Fondation est en activité depuis 2013 à travers le programme de préfiguration Lafayette Anticipations.

## Missions
Outre les expositions, différents dispositifs de transmission rendent tangible le processus de création et facilitent l’échange entre artistes et publics, faisant de Lafayette Anticipations un lieu de production, de réception et de partage actif. Pensée comme un « lieu de vie », la Fondation d'entreprise Galeries Lafayette accueille depuis mars 2018 des expositions, des festivals et des conférences destinées au grand public.

## Le projet architectural
Construit en 1891 pour le Bazar de l’Hôtel de Ville, le 9 rue du Plâtre est un bâtiment industriel à la façade raffinée. Utilisé comme entrepôt, il a successivement servi de lieu de réparation de chapeaux de paille (une des spécialités du BHV), d’institution de jeunes filles et plus récemment d’école préparatoire à l’enseignement supérieur.
L'étude de réhabilitation a été menée par l'agence néerlandaise OMA, dirigée par l'architecte Rem Koolhaas, lauréat du prix Pritzker et commissaire de la Biennale de Venise 2014. Le bâtiment se situe dans le secteur sauvegardé du Marais à Paris. Le projet architectural en respecte donc les normes d'urbanisme : la partie centrale du bâtiment en U sera une tour de verre et d’acier de 18 mètres, ne dépassant pas la hauteur du bâtiment existant. Cette tour est munie de planchers motorisés et modulables, offrant 49 configurations pour les besoins des activités du lieu. Un atelier de fabrication, cœur du projet, sert de socle à l’institution. Le rez-de-chaussée qui accueille les activités publiques devient un passage reliant la rue du Plâtre et la rue Sainte-Croix-de-la-Bretonnerie. Les espaces d’exposition, des ateliers, un espace pédagogique et des bureaux occupent les cinq niveaux du bâtiment, pour une surface totale de 2000m².

## Programme de préfiguration

### Octobre 2013 - Juillet 2014
En octobre 2013, la Fondation d’entreprise Galeries Lafayette prend temporairement possession du bâtiment 9 rue du Plâtre à Paris. Le collectif d’architectes belges ROTOR est mandaté pour transformer le site.
La Fondation y commence un programme d'anticipation intitulé Lafayette Anticipations [archive] qui accueille de nombreux projets. L'artiste kosovar Petrit Halilaj y réalise sa première exposition française (July 14th), Simon Fujiwara y prépare une œuvre-performance intitulée New Pompidou pour le Nouveau festival du Centre Pompidou et la chorégraphe Emmanuelle Huynh y tient le laboratoire Emanticipation avec un groupe de jeunes danseurs et artistes (Volmir Cordeiro, Anne-Lise Le Gac, Anna Gaïotti, Katerina S. Andreou et Richard John Jones). Plusieurs personnalités du monde de la mode (Irène Silvagni, Michèle Lamy, Jean-Charles de Castelbajac) participent en outre au Vestoj Storytelling Salon, organisé à la Fondation par la revue de mode Vestoj (en).

### Jusqu'au début des travaux enjuillet 2014
Du 3 au 6 juillet 2014, Lafayette Anticipations – Fondation d'entreprise Galeries Lafayette invite le public à partager l’art en mouvement, à venir voir le bâtiment du 9 rue du Plâtre et voir venir son projet architectural et artistique.

### Depuisseptembre 2014
En septembre 2014 ont débuté les travaux du bâtiment du 9 rue du Plâtre : le programme de préfiguration se poursuit depuis lors au 46 rue Sainte-Croix-de-la-Bretonnerie à Paris, dans un espace appelé « Le Hub ». Ce nouvel espace a entre autres accueilli l'artiste et designer Jerszy Seymour en résidence pour la production d'un concert qui s'est déroulé le 12 décembre 2014 au Garage Mu à Paris ; il a également accueilli l'édition parisienne de l'Editathon Art+Feminism, marathon d'édition sur Wikipédia en faveur des femmes et de la culture, qui s'est tenu les 7 et 8 mars 2015,.
La Fondation d’entreprise Galeries Lafayette a renouvelé son soutien au Vestoj Storytelling Salon pour la performance The Vestoj Salon On Slowness à Paris en janvier 2015 ainsi que pour l'édition new-yorkaise de la performance en mars 2015 tenue au MoMA PS1.
Durant les travaux de rénovation du bâtiment, la série de films chorégraphiques Mutant Stage initiée par Amélie Couillaud et Dimitri Chamblas, produite par Lafayette Anticipations, documente l’évolution du chantier au 9 rue du Plâtre.

#### Faisons de l'inconnu un allié
Du 11 au 23 octobre 2016, l'équipe curatoriale de la Fondation (Charles Aubin, Anna Colin et Hicham Khalidi avec François Quintin) organise l’événement Faisons de l’inconnu un allié qui occupe de façon temporaire l’ancien magasin Weber Métaux, au 16 rue Debelleyme dans le Marais. Les œuvres produites – sculptures, installations, films, performances ponctuelles ou sur la durée – ont été commandées par Lafayette Anticipations.

## Programme depuis l’ouverture

### Depuis 2018
L’exposition inaugurale, consacrée à l’artiste américaine Lutz Bacher, a donné le ton d’une programmation exigeante et expérimentale. Ont suivi de nombreuses expositions d’artistes internationaux et émergents, tels que Katinka Bock, Akeem Smith, Pol Taburet, Issy Wood, Martin Margiela ou encore Cyprien Gaillard, avec le double projet Humpty / Dumpty à la Fondation et au Palais de Tokyo.
Lafayette Anticipations développe également des collaborations régulières avec des écoles d’art ou d’autres institutions culturelles : l'École Duperré, l'École des Arts Décoratifs, les Beaux Arts de Paris, Artagon, Art Explora...

## Fonds de dotation Famille Moulin
Créé en 2013, le Fonds de dotation Famille Moulin est l'entité juridique à l'origine de Lafayette Anticipations. Il incarne l'engagement philanthropique de la famille Moulin en faveur de l’art contemporain, et a pour vocation de soutenir les artistes en France et à l’international.  
Le Fonds comprend également une importante collection d’art contemporain, avec plus de 400 œuvres, dont certaines sont présentées dans le cadre des expositions ou prêtées à d’autres institutions (MoMA, The Shed, Martin Gropius Bau, Musée d’Art Moderne de la ville de Paris…).

## Résidences et atelier de production
Lafayette Anticipations se distingue par son atelier de production intégré, unique en son genre à Paris. Ce dispositif permet aux artistes en résidence de concevoir, prototyper et produire des œuvres sur place, avec l’aide d’une équipe de production.
Le programme de résidence accueille régulièrement des artistes, designers, auteurs ou chercheurs, leur offrant un temps de recherche et de création en lien avec la programmation ou de manière indépendante.

## Librairie et café-restaurant
Le lieu abrite également la Librairie Lafayette Anticipations, spécialisée en art contemporain, design, critique et édition indépendante, ainsi que Pluto, un café-restaurant pensé comme une extension conviviale de la Fondation, piloté par le chef Thomas Coupeau.

## Expositions
- 2018 : Lutz Batcher, The silence of the sea[40]
- 2018 : Le centre ne peut tenir, exposition collective[41]
- 2018 : Simon Fujiwara, Revolution[42]
- 2019 : Camille Blatrix et Atelier E.B, Passer-by / Fortune[43]
- 2019 : Hella Jongerius, Entrelacs[44]
- 2019 : Katinka Bock, Tumulte à Higienopolis[45]
- 2020 : Rachel Rose, Rachel Rose[46]
- 2020 : Wu Tsang, visionary company[47]
- 2021 : Marguerite Humeau et Jean-Marie Appriou, Surface Horizon[48]
- 2021 : Martin Margiela, Martin Margiela à Lafayette Anticipations[49]
- 2022 : Xinyi Cheng, Seen Through Others[50]
- 2022 : Lina Lapelytè, The Mutes[51]
- 2022 : Cyprien Gaillard, HUMPTY  \ DUMPTY avec le Palais de Tokyo[52]
- 2023 : Au-delà, Rituels pour un nouveau monde, exposition collective[53]
- 2023 : Pol Taburet, OPERA III : ZOO “The Day of Heaven and Hell”[54]
- 2023 : Issy Wood, Study For No[55]
- 2023 : Akeem Smith, One last Cry[56]
- 2024 : Coming Soon, exposition collective [57]
- 2024 : La Ruée vers l'or, avec ebb.global et des élèves du lycée Alfred-Nobel[58]
- 2024 : Martine Syms, Total [59]
- 2024 : Mohamad Abdouni, Soft Skills[60]
- 2025 : Mark Leckey, As Above So Below [61]

## Festivals
En plus de ses trois expositions annuelles, Lafayette Anticipations organise chaque année des festivals de musique et de dance : la scène musicale émergente est invitée en janvier lors du Festival Closer Music et les arts vivants croisent les arts plastiques pendant le Festival Échelle Humaine en septembre.

### FestivalCloser Music
- Édition 2025[62]: Astrid Sonne, Oonagh Haines, 700 Bliss, Eniedocc, Maria Somerville, Tarta Relena, Ossia.
- Édition 2024[63]: Marina Herlop, pmxper (Perila & Pavel Milyakov), Ellen Arkbro, Ziúr - EYEROLL avec Elvin Brandhi, Abdullah Miniawy & Sander Houtkruijer, Loopsel et Charlott Malmenholt, Sarahsson, Osheyack, Accident du Travail
- Édition 2023[64] : Voice Actor, Caterina Barbieri, Alto Fuero, Lazza Gio, Lorraine James, Das Kinn, Charlemagne Palestine.
- Édition 2022[65] : N R, Space Afrika, Fallon Mayanja, Tara Clerkin Trio, 16 pineapples.
- Édition 2021 (en ligne)[66] : Heimat, Nelson Beer, Mercedes Dassy, Joseph Ghosn, Emmanuelle Parrenin, Madeleine Planeix-Crocker, Lyra Pramuk, Antoine Souchav’, Jonathan Ward.
- Édition 2020[67] : Jagna Ciuchta, Alessandro Cortini, Bendik Giske, Nicolas Godin, Katia Kameli, Bertrand Lamarche.
- Édition 2019[68] : Marion Barbeau, Luna Maria Cedron, Pan Daijing, Céline Gillain, Robert Görl.

### FestivalÉchelle Humaine
- Édition 2024[69]: Catol Teixeira, Dalila Belaza, collectif "Envahisseurs" (Deicy Sanches et Teddy Sanches), Léa Vinette, Marie Ndiaye, Phia Ménard, Rabih Mroué.
- Édition 2023[70]: Alyssa “Ledet” Dillard, Taos Bertrand, Alix Boillot, Ivan Cheng, DJGarbage.
- Édition 2022 : Burrows & Fargion, Yvan Clédat & Coco Petitpierre, Bryana Fritz, Yasmine Hugonnet.
- Édition 2021[71] : Emma Bigé, Flora Détraz, Marcela Evelin, Yves-Noël Genod, Noëmie Ksicova, Sandrine Lescourant aka Mufasa, Ligia Lewis, Antonija Livingstone.
- Édition 2020[72] : Boris Charmatz, Sorour Darabi.
- Édition 2019[73] : Sophie Demeyer, Yves-Noël Genod, Trajal Harrell, Yasmine Hugonnet, Jan Martens.
- Édition 2018 : Eleanor Bauer, Radouan Mriziga.